# 阿朗克 (洛泽尔省)
阿朗克（法語：Allenc）是法国洛泽尔省的一个市镇，位于该省中部，属于芒德区。该市镇总面积38.58平方公里，2009年时的人口为247人。

## 人口
阿朗克人口变化图示